# Olivier Ertzscheid
Olivier Ertzscheid, né en 1972, est un chercheur français en sciences de l'information et de la communication, qui enseigne en tant que maître de conférences à l'université de Nantes et à l'Institut universitaire de technologie de La Roche-sur-Yon. Il s'intéresse principalement à l'évolution des dispositifs et des usages numériques, en particulier dans le domaine de la culture, des métiers du livre et de la documentation. Il publie régulièrement dans les médias qui traitent de ces questions (OWNI, rubrique « Écrans » de Libération, etc.), ainsi que sur son blog.

## Activités de recherche
Dans l'article « L’homme est un document comme les autres : du World Wide Web au World Life Web », publié en 2009 dans la revue Hermès, Olivier Ertzscheid développe l’idée qu’avec les nouvelles technologies et les réseaux sociaux, l’identité de l'individu fonctionne désormais comme un document : c'est un ensemble de données qu’on indexe, qu’on agrège et qu’on relie. Dans le même esprit, il a écrit de nombreux articles ou billets de blog sur les multiples dispositifs qui visent à capter ou à automatiser les comportements de l'utilisateur connecté.

## Prises de position
Olivier Ertzscheid est un défenseur des biens communs numériques, de l'open access et du domaine public.

### L'«affaire» refdoc
En 2012, Olivier Ertzscheid a participé activement à une pétition de chercheurs contre le Centre national de la recherche scientifique (CNRS). Le sujet de cette controverse était l'accès payant aux articles de chercheurs qui pouvaient, par ailleurs, se trouver gratuitement sur la Toile. De plus, le droit d'auteur n'était pas respecté par le CNRS. Les auteurs ne touchaient rien de ces ventes. Comme une journaliste précise, « Olivier Ertzscheid milite pour que ses productions soient disponibles gratuitement sur son blog ou sur des plateformes d’archives ouvertes. Il insiste pour que ses contrats d’édition comportent “une clause permettant de déposer une version numérique dans des sites d’archives ouvertes, sans aucun délai d’embargo”. »

## Publications
- Olivier Ertzscheid et Gabriel Gallezot, « Chercher faux et trouver juste : Serendipité et recherche d’information », Colloque bilatéral franco-roumain, CIFSIC Université de Bucarest,‎ 2003 (lire en ligne, consulté le 17 janvier 2021).
- Olivier Ertzscheid, Créer, trouver et exploiter les blogs, Paris, ADBS éd, coll. « L'essentiel sur... », 2008, 64 p. (ISBN 978-2-84365-102-1, BNF 41276891).
- Olivier Ertzscheid, Identité numérique et e-réputation,  éd. IUT de la Roche-sur-Yon, 2011 (ISBN 978-2915760033).
- Olivier Ertzscheid, Qu'est-ce que l'identité numérique ? : enjeux, outils, méthodologies, Marseille, OpenEdition press, coll. « Encyclopédie numérique », 2013, 72 p. (ISBN 978-2-8218-1337-3, BNF 43694476)[3].
- avec Gabriel Gallezot et Brigitte Simonnot, À la recherche de la ”mémoire” du web : sédiments, traces et temporalités des documents en ligne, dans Christine Barats (Dir.), Manuel d'analyse du Web en sciences humaines et sociales, Paris, Armand Colin, coll. « Collection U », 2013, 258 p. (ISBN 978-2-200-28627-9 et 2-200-28627-9, OCLC 829994941, BNF 43534263, lire en ligne), p. 53–68
- Olivier Ertzscheid, Les classiques connectés, Montpellier, Éditions Publie.net, 2016, 202 p. (ISBN 978-2-37177-473-5, BNF 45176508).
- Olivier Ertzscheid, L'appétit des géants : pouvoir des algorithmes, ambitions des plateformes, Caen, C&F éditions, coll. « Blogollection », 2017, 382 p. (ISBN 978-2-915825-70-1, BNF 45280866).
- Olivier Ertzscheid, Le monde selon Zuckerberg : portraits et préjudices, Caen, C&F éditions, coll. « Interventions », 2020, 112 p. (ISBN 978-2-37662-013-6).
- Olivier Ertzscheid, Les IA à l'assaut du cyberespace. : Vers un web synthétique., Caen, C&F éditions, coll. « Interventions », 2024, 142 p. (ISBN 978-2-37662-085-3)